# Лісові негри
Лісові негри (Bush Negroes) — етнічна спільність в Південній Америці змішаного афро-євро-індіанського походження. Є нащадками чорних рабів, які втекли й сховалися в джунглях - маронів. Живуть у важкодоступних районах Суринаму та Французької Гвіани. Чисельність в Суринамі - 42 тис., Гвіані - 6,5 тис., Гаяні - 800 чол. (2009, оцінка).
Розмовляють на креольских мовах на англійській основі: ндюка (джука; з діалектами ауканським, алуку, парамаккан та квінті; в основному в басейнах річки Мароні на кордоні Суринаму і заході Гвіани, і річки  Коттіка на північному сході Суринаму, а також у верхів'ях річки Мана в центрі Гвіани) і сарамакканській (по річках Суринам і Сарамакка в центрі Суринаму і на північному сході Гвіани). Поширені також сранан-тонго, нідерландська та французька мови.
Віруючі - католики, але дуже сильні залишки традиційних вірувань.
Виділяються шість груп (племен):
- Парамаккано - басейн р. Коттіка;
- Дьюка (аукано) - середня течія р. Мароні;
- Боні (алуку) - долина річки Лава;
- Коффімакка (квінті) - з 1805 в басейні р. Коппенаме;
- Сарамаккано - верхня та середня течія р. Суринам;
- Матуарі (Матаваї) - в 1762 відокремилися від сарамаккано, оселилися у верхній та середній течії р. Сарамакка.

З 1940-х років багато лісових негрів почали переселятися на узбережжя та вливатися в Суринамське та Гвіанське суспільства.